# Diplacina clymene
Diplacina clymene is een libellensoort uit de familie van de korenbouten (Libellulidae), onderorde echte libellen (Anisoptera).
De wetenschappelijke naam Diplacina clymene is voor het eerst geldig gepubliceerd in 1963 door Lieftinck.